# Fulhack
Ett fulhack är en snabb, enkel, temporär och i kunnigas ögon "ful" lösning på ett större problem. Det typiska fulhacket löser inte problemet som sådant utan eliminerar bara problemets verkningar.